# Sint-Pieterskerk (Vissenaken)
De Sint-Pieterskerk of de Kerk van Sint-Pietersbanden is een kleine kerk in de parochie Sint-Pieters te Vissenaken (Tienen, Vlaams-Brabant, België).
De Sint-Pieterskerk is een eenbeukige classicistische kerk met ingebouwde westertoren. Ze is gebouwd in 1767. Als bouwmaterialen werd vooral gebruikgemaakt van baksteen en zandsteen. Naast de kerk bevindt zich de ommuurde pastorie uit 1636, opgetrokken in Vlaamse renaissancestijl. In de 18e eeuw werden wijzigingen aangebracht aan de ingangsdeur en aan het interieur.